# Teutoperla maulina
Teutoperla maulina är en bäcksländeart som beskrevs av Vera 2006. Teutoperla maulina ingår i släktet Teutoperla och familjen Gripopterygidae. Inga underarter finns listade i Catalogue of Life.